# Дубілет Олександр Валерійович
Олександр Валерійович Дубілет (нар. 25 жовтня 1962, Дніпро) — український економіст, банкір єврейського походження. У липні 2022 року НАБУ та САП повідомили колишнім голові правління ПриватБанку Олександру Дубілету, його першому заступнику Володимиру Яценку та керівнику департаменту про підозру у розтраті грошових коштів підприємства на суму 85.2 млн грн на користь пов’язаної компанії.

## Освіта
- 1984 — з відзнакою закінчив Дніпропетровський металургійний інститут за фахом «Економіка підприємства».
- 2000 — захистив кандидатську дисертацію на тему «Стратегічне планування діяльності комерційного банку в умовах перехідної економіки».
- Кандидат економічних наук.

## Кар'єра
Після закінчення вишу, працював економістом, потім майстром на Нижньодніпровському трубопрокатному заводі. З 1988 р. був комерційним директором на підприємстві з виробництва металоконструкцій.
- з 1992 р. працював У «ПриватБанку», був керівником валютного департаменту.
- в 1994 р. був призначений на посаду Першого заступника голови правління банку.
- з 1997 по 2016 рік  — Голова правління КБ «ПриватБанк». Як топменеджер фінустанови володів невеликим пакетом акцій банку — 0,464 % від загального числа.
- У 2004 році, в рамках восьмої загальнонаціональної програми «Людина року — 2003» був визнаний «Фінансистом року». У тому ж році зайняв 74-е місце зі 100 найвпливовіших громадян України за версією журналу «Кореспондент» — як керівник одного з трьох найбільших банків України.
- в 2017 році після націоналізації «ПриватБанку» разом із сином Дмитром Дубілетом, Володимиром Яценком та іншими топменеджерами «ПриватБанку» засновує «monobank».
- до 23 лютого 2021 р. співвласник ТОВ «Фінтех бенд», продав свою частку (33,74 %) сину.

У вересні-жовтні 2017 р. подав позови ПриватБанку та «Інтерфакс-Україна» про захист честі та ділової репутації. 4 та 10 жовтня того ж року, відповідно, запросив повернення позовних заяв.

## Total Isolation Of russia
У травні 2022 року Дубілет започаткував юридичну ініціативу Total Isolation Of russia, спрямовану на виявлення та покарання європейських компаній зі сфери ВПК, які озброюють російську армію. 
Юристи в рамках ініціативи збирають докази порушення санкцій з боку іноземних компаній та звертаються до правоохоронних органів для притягнення їх до відповідальності. Було виявлено щонайменше сотню компаній з США, Німеччини, Швейцарії, Польщі, Словенії, Люксембурга тощо. У червні Дубілет направив до різних прокуратур дані про постачання бельгійською компанію New Lachaussée обладнання для виготовлення боєприпасів російським АТ "Концерн Калашников". 
Ініціатива також працює над участю компанії "Алмаз-Антей", яка виробляє комплекси "Бук", якими росіяни обстрілюють українські міста. Концерн перебуває під санкціями з 2014 року, із ним заборонено торгувати як прямо, так і опосередковано. Проте, його підприємства відкрито проводять тендери на закупівлю продукції іноземних виробників через zakupki.gov.ru.  ISCAR Metalworking, що належить Berkshire Hathaway (Уоррен Баффет), взяла участь у тендері з постачання металорізальної техніки через свого дилера в РФ. Те ж стосується й Intel. Обладнання Zoller закуповувалося росіянами в березні 2022 року. Апаратуру Bosch знаходили на захоплених ВСУ російських бойових машинах. Є в цьому списку і французька напівдержавна компанія Safran.
У червні 2022 року юристи проєкту підготувати запитання до Комітету міністрів РЄ з нагадуваннями, що європейські компанії досі торгують зброєю та технологіями з РФ. Зокрема, йшлося про Thales, Techlube, Iveco, Zoller і New Lachaussesee.  31 серпня ЄК взяла під контроль розслідування діяльності SAFRAN.

## Розслідування
27 травня 2020 р., Верховний суд у складі колегії суддів Третьої судової палати Касаційного цивільного суду визнав висловлювання щодо Дубілета: «Всі 36 кредитів були… підписані Головою Правління Банку з перевищенням повноважень, які надавались йому відповідними документами Банку» оцінними судженнями, скасував рішення місцевого та апеляційних судів та відмовив у позові Дубілета до ПриватБанку та Інтерфакс-Україна, третя особа: Шлапак Олександр про захист честі та гідності в повному обсязі.
23 лютого 2021 р., Дубілету та ще двом колишнім високопосадовцям ПриватБанку повідомили про підозри у розтраті чужого майна на суму 136 млн грн. Дослівно: «Генеральним прокурором погоджено повідомлення про підозру трьом колишнім високопосадовцям ПАТ КБ „ПриватБанк“ у розтраті чужого майна шляхом зловживання службовим становищем, вчиненій за попередньою змовою групою осіб, в особливо великих розмірах, та у службовому підробленні (ч. 5 ст. 191, ч. 2 ст. 28 ч.ч. 1, 2 ст. 366 КК України)». 29 березня Дубілета було оголошено в розшук. У червні САП подала запит до Інтерполу з проханням оголосити Дубілета у міжнародний розшук.
НАБУ і САП інкримінували Олександрові та його колишнім підлеглим розтрату 8,2 млрд грн коштів «ПриватБанку» перед його націоналізацією наприкінці 2016 року. 26 березня 2021 року САП оголосила Дубілета в розшук. За даними українських ЗМІ, Дубілет перебуває в Ізраїлі, але запевняє, що не переховується від слідства.
2 червня 2021 року, Вищий антикорупційний суд заочно обрав йому запобіжний захід у вигляді арешту.
28 жовтня 2021 року, Вищий антикорупційний суд України дозволив здійснювати проти Олександра Дубілета заочне досудове розслідування.
22 грудня 2021 року, згідно повідомлення пресслужби НАБУ, Вищий антикорупційний суд України повністю задовольнив клопотання НАБУ і САП та обрав ексголові ПриватБанку запобіжний захід у вигляді тримання під вартою. Рішення було ухвалено без участі підозрюваного, адже він вже понад півроку перебуває у міжнародному розшуці.
15 лютого 2023 року Велика Палата Верховного Суду підтвердила неможливість повернення державного ПриватБанку колишнім власникам. Зокрема, була залишена в силі ухвала Господарського суду міста Києва від 2 червня 2021 року, яка закрила провадження у справі про визнання недійсними договорів купівлі-продажу ПриватБанку, внаслідок яких держава набула у власність 100% акцій банку в грудні 2016 року

## Особисте життя
Одружений, має чотирьох дітей. Син Дмитро Дубілет — колишній директор з інформаційних технологій ПриватБанку, співзасновник Monobank, ексміністр Кабінету міністрів України. Син Олексій Дубілет — співвласник ТОВ «Фінтех бенд».